# Заливна вулиця (Київ, Подільський район)
Заливна́ ву́лиця — зникла вулиця, що існувала в Подільському районі міста Києва, місцевість Пріорка. Пролягала від проспекту «Правди» (спочатку — від Великої Мостицької вулиці) до Заливного провулку.

## Історія
Вулиця виникла в 1-й половині XX століття (вперше зафіксована на карті Києва 1943 року) під назвою 75-а Нова. Назву Заливна вулиця отримала 1944 року. Ліквідована у зв'язку зі зміною забудови на початку 1980-х років.